# 52
Cette page concerne l'année 52  du calendrier julien. Pour l'année 52 av. J.-C., voir 52 av. J.-C. Pour le nombre 52, voir 52 (nombre). Pour les articles homonymes, voir 52 (homonymie).
L'année 52 est une année bissextile qui commence un samedi.

## Événements
- 29 janvier : le Sénat romain récompense l'affranchi Pallas, secrétaire au trésor de l’empereur Claude, qui obtient la charge de Préteur[1].
- Printemps[1] : à la suite des troubles en Judée entre Zélotes et Samaritains, le procurateur Cumanus est exilé et remplacé par Antonius Felix, favori de Claude et frère de Pallas[2].
- 1er août : mis en service de l'Aqueduc de Claude à Rome[1].

- Dans les Abruzzes, un tunnel de 5 600 m de long, creusé sous le mont Salviano pour drainer les eaux du lac Fucin, est achevé par l'affranchi Narcisse. Claude organise une naumachie sur le lac pour inaugurer l’événement, mais la mise en eau est un échec[1].

- Le peuple d’Arménie se soulève contre la noblesse corrompue et Rhadamiste, allié de Rome et appelle les Parthes. Vologèse Ier envahit l'Arménie, prend les capitales Artaxate et Tigranocerte et chasse les Ibères du pays[3]. Il place sur le trône son frère Tiridate Ier, en dépit du traité de 20 av. J.-C. qui donnait à Rome le droit de désigner le souverain arménien ; une épidémie décime ses troupes durant l'hiver, et il doit se retirer, laissant Rhadamiste reprendre le pouvoir[4].

- Selon la tradition, l'apôtre Thomas arrive à Cranganore au Kerala, pour évangéliser l'Inde. Il est tué à Mylapore, aujourd'hui un quartier de Madras, en 72[5].